# Poppin'Party作品列表
本頁是日本跨媒體樂團 - Poppin'Party的作品列表。Poppin'Party是由五位聲優組成的樂團型聲優組合，組建於2015年，是日本跨媒體製作《BanG Dream!》的一部分。另外，合作作品以及各團員的單曲請參照BanG Dream!音樂作品。
「*」標記表示樂曲發表時所屬於Elements Garden，「▲」標記則是表示小劇場。

## 單曲

### Yes! BanG_Dream!
「Yes! BanG_Dream!」是Poppin'Party的出道作品。於2015年10月11日先行發售限定版，2016年2月24日發售普通版。
發售時分成了限定版（BRMM-10030）和附贈BD限定版（BRMM-10032）和通常版（BRMM-10031）三種。另外因限定版發售當日大橋彩香才加入Poppin'Party，所以限定版的團員只有除了大橋彩香的另外四位團員，此外CD封面插畫與通常版不同之外，也沒有收錄歌曲的純音樂版。
収録曲
全作詞：中村航、全作曲：上松範康*、全編曲：藤永龍太郎*
限定版
1. Yes! BanG_Dream! ［5:08］
2. ぽっぴん'しゃっふる ［4:39］
3. STAR BEAT!〜ホシノコドウ〜 ［5:19］

CD（限定版・通常版）
1. Yes! BanG_Dream! ［5:08］
2. ぽっぴん'しゃっふる ［4:39］
3. Yes! BanG_Dream!（instrumental）
4. ぽっぴん'しゃっふる（instrumental）
5. ボイストラック〜戸山香澄〜▲ ［1:14］
  - 出演：戸山香澄（愛美）

6. ボイストラック〜花園たえ〜▲ ［1:49］
  - 出演：花園たえ（大塚紗英）

7. ボイストラック〜牛込りみ〜▲ ［2:20］
  - 出演：牛込りみ（西本里美）

8. ボイストラック〜山吹沙綾〜▲ ［1:58］
  - 出演：山吹沙綾（大橋彩香）

9. ボイストラック〜市ヶ谷有咲〜▲ ［1:58］
  - 出演：市ヶ谷有咲（伊藤彩沙）

Blu-ray（限定版）
- Yes! BanG_Dream!（動畫MV）

### STAR BEAT!〜ホシノコドウ〜
「STAR BEAT!〜ホシノコドウ〜」是Poppin'Party於2016年8月3日發售的第二張單曲。
主打歌「STAR BEAT!〜ホシノコドウ〜」是電視動畫BanG Dream!第一季第8話和第二季第11話的插入曲。發售時分爲通常版（BRMM-10044）和附贈BD限定版（BRMM-10045）兩種版本。另外兩個版本的初回限定都附贈了Poppin'Party 2nd LIVE先行抽選申請券作爲初回特典。
収録曲
- 全作詞：中村航、全作曲：上松範康*、全編曲：藤永龍太郎*[9]

CD（限定版・通常版）
1. STAR BEAT!〜ホシノコドウ〜 ［5:19］
  - テレビアニメ『BanG Dream!』第8話挿入歌
2. 夏空 SUN! SUN! SEVEN! ［4:39］
3. STAR BEAT!〜ホシノコドウ〜（instrumental）
4. 夏空 SUN! SUN! SEVEN!（instrumental）
5. 夏休みの過ごし方〜戸山香澄〜▲ ［1：38］
  - 出演：戸山香澄（愛美）
6. 夏休みの過ごし方〜花園たえ〜▲ ［1：13］
  - 出演：花園たえ（大塚紗英）
7. 夏休みの過ごし方〜牛込りみ〜▲ ［1：47］
  - 出演：牛込りみ（西本りみ）
8. 夏休みの過ごし方〜山吹沙綾〜▲ ［1：52］
  - 出演：山吹沙綾（大橋彩香）
9. 夏休みの過ごし方〜市ヶ谷有咲〜▲ ［1：36］
  - 出演：市ヶ谷有咲（伊藤彩沙）

Blu-ray（限定版）
- STAR BEAT!〜ホシノコドウ〜（動畫MV）[6]

### 走り始めたばかりのキミに/ティアドロップス
「走り始めたばかりのキミに/ティアドロップス」是Poppin'Party於2016年12月7日發售的第三張單曲，也是首張擁有兩首主打歌的單曲。
主打歌「ティアドロップス」是電視動畫「BanG Dream!」第1期2018年再放送版的片尾曲。
發售時分為通常版（BRMM-10056）和附贈BD限定版（BRMM-10055）二種，BD中收錄了同年4月24日舉辦的「BanG Dream! First☆LIVE Spain' PARTY 2016!」的演唱會影像和「走り始めたばかりのキミに」的MV。另外兩個版本採用了不同的封面插圖。
此外兩個版本的初回生産特典都附贈了「Poppin'Party 3rd Live」 門票的先行抽選申請券。
収録曲
CD（限定版・通常版）
- 全作詞：中村航、全作曲：上松範康*

1. 走り始めたばかりのキミに [4：19]
  - 編曲：藤永龍太郎*
2. ティアドロップス [3：37]
  - 編曲：末益涼太（日语：末益涼太）*[19]
3. 走り始めたばかりのキミに（instrumental）
4. ティアドロップス（instrumental）
5. クリスマス☆〜戸山香澄〜▲ [1：13]
  - 出演：戸山香澄（愛美）
6. クリスマスの発見〜花園たえ〜▲ ［1：20］
  - 出演：花園たえ（大塚紗英）
7. クリスマスの楽しみ〜牛込りみ〜▲ ［1：26］
  - 出演：牛込りみ（西本梨美）
8. クリスマスは戦い?〜山吹沙綾〜▲ ［1：22］
  - 出演：山吹沙綾（大橋彩香）
9. いっそ冬眠したい〜市ヶ谷有咲〜▲ ［1：30］
  - 出演：市ヶ谷有咲（伊藤彩沙）

Blu-ray（限定版）
BanG Dream! First☆LIVE Sprin'PARTY 2016! 演唱會影像
1. Yes! BanG_Dream!
2. GLAMOROUS SKY
  - 歌：戸山香澄（愛美）、OA：NANA starring MIKA NAKASHIMA
3. God knows…
  - 歌：牛込りみ（西本りみ）、OA：涼宮ハルヒ（平野綾）
4. 空色デイズ
  - 歌：花園たえ（大塚紗英）、OA：中川翔子
5. DISCOTHEQUE
  - 歌：市ヶ谷有咲（伊藤彩沙）、OA：水樹奈奈
6. 一番の宝物
  - 歌：山吹沙綾（大橋彩香）、OA：Girls Dead Monster
7. ティアドロップス
8. ぽっぴん'しゃっふる
9. 走り始めたばかりのキミに
10. Yes! BanG_Dream!
11. STAR BEAT!〜ホシノコドウ〜
12. 「走り始めたばかりのキミに」動畫MV

### ときめきエクスペリエンス！
「ときめきエクスペリエンス！」是Poppin'Party於2017年2月1日發售的第四張單曲。
主打歌「ときめきエクスペリエンス！」是系列動畫第一期的片頭曲以及電視節目『月刊ブシロードTV with BanG Dream!』的片頭動畫，手機遊戲『BanG Dream! 少女樂團派對』的廣告曲。
特典中有收錄Weiß Schwarz的PR卡片（全5種每張隨機收錄兩種），以及初回限定的應募券3種和貼圖（全6種每張隨機收錄一種）。
収録曲
| 曲序 | 曲目                                       |           | 编曲        | 时长 |
| ---- | ------------------------------------------ | --------- | ----------- | ---- |
| 1.   | ときめきエクスペリエンス！                 | 中村航    | 藤間仁*     | 4:17 |
| 2.   | 1000回潤んだ空                             | 上松範康* | 藤永龍太郎* | 5:31 |
| 3.   | ときめきエクスペリエンス！（instrumental） |           |             |      |
| 4.   | 1000回潤んだ空（instrumental）             |           |             |      |
| 5.   | バンドリ!ミニドラマ 〜放課後の過ごし方〜▲  |           |             | 5:05 |

### キラキラだとか夢だとか 〜Sing Girls〜
Poppin'Party的第五張單曲。於2017年2月15日發售。
主打歌「キラキラだとか夢だとか」是電視動畫《BanG Dream!》第一季的片尾曲以及第二季和第三季的插入曲，也是電視節目「月刊ブシロードTV with BanG Dream!」的片尾曲。
另外，特典有收錄Weiß Schwarz的PR卡片（全1種），還有初回限定的3種活動報名券以及學生筆記本風格的角色卡片（全6種每張專輯隨機收錄一種）。
収録歌曲
| 曲序 | 曲目                                                  | 时长 |
| ---- | ----------------------------------------------------- | ---- |
| 1.   | キラキラだとか夢だとか 〜Sing Girls〜                 | 5:06 |
| 2.   | Happy Happy Party!                                    | 4:43 |
| 3.   | キラキラだとか夢だとか 〜Sing Girls〜（instrumental） |      |
| 4.   | Happy Happy Party!（instrumental）                    |      |
| 5.   | バンドリ!ミニドラマ 〜お昼休みの過ごし方〜▲           | 3:52 |

### 前へススメ！/夢みるSunflower
Poppin'Party的第六張單曲，於2017年5月10日發售。本張單曲是自第三張單曲「走り始めたばかりのキミに/ティアドロップス」以来第二次擁有兩首主打歌。
兩首主打歌「前へススメ!」「夢みるSunflower」皆為電視動畫第一季的插入曲。
另外作爲初回特典收錄了原創角色貼紙（全6種每張隨機收錄一種）。
音樂性
在「前へススメ！」中，團員們被分配為一個一個接續演唱，最後再由香澄來演唱。最初的想法是要均等地分配給每個成員來演唱，但作詞擔當中村航覺得這樣無法用發泄似的感覺來表現香澄的想法及故事劇情，於是最終決定香澄演唱的部分要比其它團員長。
収録曲
全作詞：中村航、全編曲：藤田淳平*
1. 前へススメ！［5：08］
  - 作曲：上松範康*

2. 夢みるSunflower［4：39］
  - 作曲：藤田淳平*

3. 前へススメ！（instrumental）
4. 夢みるSunflower（instrumental）
5. 楽曲紹介 from Poppin'Party▲ ［6：05］

特典CD
作爲電視動畫《BanG Dream!》BD全卷購入特典CD，收錄了「前へススメ!/夢みるSunflower」的主打歌「前へススメ!」的成員單人演唱版。於2017年11月22日發佈。各店舗的團員版本請參見下表。
| 歌曲名                                          | 演唱者                 | 規格 | 店舗         |
| ----------------------------------------------- | ---------------------- | ---- | ------------ |
| 前へススメ! オリジナルCD 〜山吹沙綾ソロVer.〜   | 山吹沙綾（大橋彩香）   | -    | Amazon.co.jp |
| 前へススメ! オリジナルCD 〜戸山香澄ソロVer.〜   | 戸山香澄（愛美）       | -    | 安利美特     |
| 前へススメ! オリジナルCD 〜花園たえソロVer.〜   | 花園たえ（大塚紗英）   | -    | ゲーマーズ   |
| 前へススメ! オリジナルCD 〜牛込りみソロVer.〜   | 牛込りみ（西本りみ）   | -    | 虎之穴       |
| 前へススメ! オリジナルCD 〜市ヶ谷有咲ソロVer.〜 | 市ヶ谷有咲（伊藤彩沙） | -    | Sofmap       |

### Time Lapse
Poppin'Party的第七張單曲。於2017年9月20日發售。
收錄曲「八月のif」是電視動畫《BanG Dream!》的插入曲。
發售時分成了通常版（BRMM-10096）與附贈BD限定版（BRMM-10095）兩種版本。在BD版中收錄同年2月5日「BanG Dream! 3rd☆LIVE Sparklin' PARTY 2017!」的LIVE影片及花絮影片。
另外，初回特典收錄了原創角色卡片（全6種每張隨機收錄一種）和發售紀念活動的参加申請券。
収録曲（限定版・通常版）
全作詞：中村航
1. Time Lapse
  - 作曲：上松範康*、編曲：藤田淳平*

2. 八月のif
  - 作曲・編曲：藤永龍太郎*
  - 香澄と沙綾のダブルボーカル。

3. 夏のドーン！
  - 作曲・編曲：岩橋星実*

4. Time Lapse（instrumental）
5. 八月のif（instrumental）
6. 夏のドーン！（instrumental）

Blu-ray（限定版）
1. 「BanG Dream! 3rd☆LIVE Sparkling' PARTY 2017! at TOKYO DOME CITY HOLL」（2017年2月5日、東京ドームシティホール）
  1. ドラマ ～路上ライブデビュー！～
  2. OPENING
  3. Yes! BanG_Dream!
  4. 走り始めたばかりのキミに
  5. Little Busters!
  6. Alchemy
  7. DISCOTHEQUE
    - OA：水樹奈々

  8. STAR BEAT!～ホシノコドウ～ ～Acoustic Ver.～
  9. ぽっぴん'しゃっふる ～Acoustic Ver.～
  10. ドラマ ～Roselia～
  11. 魂のルフラン
    - 歌：Roselia、OA：高橋洋子

  12. Hacking to the Gate
    - 歌：Roselia、OA：いとうかなこ

  13. BLACK SHOUT
    - 歌：Roselia

  14. ときめきエクスペリエンス！
  15. ティアドロップス
  16. キラキラだとか夢だとか ～Sing Girls～
  17. 1000回潤んだ空
  18. STAR BEAT!～ホシノコドウ～
  19. ENDING

2. 3rd☆LIVEメイキング映像 「～ポッピン・パッピン・舞台裏！～」

表現
在2021年舉行的BanG Dream! 9th☆LIVE「The Beginning」中，演奏到「夏のドーン！」時，有著樂團成員煽動觀衆們一邊甩起毛巾，一邊從舞臺發射水槍的畫面。
另外在與SILENT SIREN的樂隊之戰「NO GIRL NO CRY」中演奏了「夏のドーン！」和「Time Lapse」，并且在演唱前者時大螢幕上播出了烟花動畫。
評価
CD雜志評價「Time Lapse」充滿速度感，另外在「八月のif」中戸山香澄與山吹沙綾兩人各自穩重高歌，她們演奏的和聲與輪流演唱讓人覺得心情愉悅。

### クリスマスのうた
「クリスマスのうた」是Poppin'Party在2017年12月13日發售的第八張單曲。
收錄曲「B.O.F」是電視動畫「未來卡片 戰鬥夥伴 X」的片尾曲。
發售時分爲通常版（BRMM-10101）和附贈BD限定版（BRMM-10100）二種。
BD中收錄了同年8月21日舉辦的「BanG Dream! 4th☆LIVE Miracle PARTY 2017! at 日本武道館」的演唱會影像。
另外，初回特典中收錄了未來卡片 戰鬥夥伴的PR卡片（共1種一張收錄1枚）。
収録曲
CD（限定版・通常版）
- 全作詞：中村航[42]

1. クリスマスのうた
  - 作曲：菊田大介[42]*、編曲：岩橋星実[42]*
2. B.O.F
  - 作曲：DAIGO[57]、編曲：宅見将典[59]
3. キミにもらったもの
  - 作曲・編曲：母里治樹*[42][57]
4. クリスマスのうた（instrumental）
5. B.O.F（instrumental）
6. キミにもらったもの（instrumental）

Blu-ray（限定版）
- 「BanG Dream! 4th☆LIVE Miracle PARTY 2017! at 日本武道館」演唱會影像（2017年8月21日、日本武道館）[58]

### CiRCLING
「CiRCLING」是Poppin'Party於2018年3月21日發售的第九張單曲。
收錄曲「Light Delight」是電視節目「バンドリ!TV」的片頭曲。
初回特典收錄了原創角色卡片（全6種每張隨機收錄一種）和BanG Dream! 5th☆LIVE 特別再次先行抽選申請券。
另外於同日發售的Roselia第五張單曲「Opera of the wasteland」的同時購入特典則收錄了特製購物袋，還有收錄了BanG Dream! 少女樂團派對中翻唱曲的「カバー曲(game size ver.)サンプラーCD」（CD収録曲請參照特典CD）。
封面插畫的設計是由電視動畫的工作人員根據了手機游戲BanG Dream! 少女樂團派對的插圖來設計的。
歌詞
主打歌「CiRCLING」是用手機游戲BanG Dream! 少女樂團派對中發生的故事作爲題材，故事中Poppin'Party正要代表展演空間「CiRCLE」於音樂祭祭典中登場時，香澄看到了Poppin'Party的傳單被別人丟掉而心情低落，受到夥伴們的鼓勵后，決定要回到樂團自己的音樂中。
収録曲
全作詞：中村航
1. CiRCLING
  - 作曲・編曲：岩橋星実*

2. Light Delight
  - 作曲・編曲：藤永龍太郎*

3. CiRCLING（instrumental）
4. Light Delight（instrumental）

表現
「Light Delight」在「BanG Dream! 5th☆LIVE」首日的「Poppin'Party HAPPY PARTY 2018!」首次披露。另外「CiRCLING」也在同日最後演奏，在演奏時團員們根據歌名的含義用雙手在頭頂圍成圓圈。

### 二重の虹(ダブル レインボウ)/最高(さあ行こう)！
「二重の虹(ダブル レインボウ)/最高(さあ行こう)！」是Poppin'Party於2018年7月11日發售的第十張單曲。是自第六張單曲「前へススメ！/夢みるSunflower」以來再一次擁有兩個主打歌。
主打歌之一的「最高！」是電視動畫「未來卡片 神戰鬥夥伴」的片頭曲，團員之一的西本里美正好是該節目的主角・末門友牙的弟弟末門晴的配音員，愛美則是寵物天照大神的配音員。
發售時分成了通常版（BRMM-10126）和附贈BD限定版（BRMM-10125）二種。BD版中收錄了「ティアドロップス」的MV和電視動畫第一季於2018年再放送時的去除製作名單版片尾曲影片，還有Poppin'Party在2018年1月13日至14日舉辦的活動「ガルパライブ」中的演出。
另外初回特典收錄了原創角色卡片（全6種每張隨機收錄一種），以及Poppin'Party成團3周年記念活動的抽選券。
収録曲（限定版・通常版）
全作詞：中村航
1. 二重の虹(ダブル レインボウ)
  - 作曲・編曲：菊田大介*

2. 最高(さあ行こう)！
  - 作曲・編曲：藤田淳平*

3. 二重の虹（instrumental）
4. 最高！（instrumental）

Blu-ray（限定版）
1. 「ティアドロップス」MV
2. TVアニメ「BanG Dream!」再々放送新ED「ティアドロップス」ノンクレジットVer.
3. Poppin'Party ガルパライブ（2018年1月13日、東京ビッグサイト）
4. Poppin'Party ガルパライブ（2018年1月14日、東京ビッグサイト）

表現
在2019年2月23日於日本武道館舉辦作爲「BanG Dream! 7th☆LIVE」一環的「DAY3:Poppin'Party“Jumpin' Music♪”」中，「二重の虹」是最初登場演奏的曲子。
在中里キリ給アキバ総研的活動報告中說，此曲的鍵盤難度雖然很高，但能感受到獨奏時伊藤彩沙的可靠。另外愛美在演奏時也有擺出越過彩虹的姿勢，朝向觀衆們用指尖畫出一道彩虹。
成績
在發售日7月11日當天的oricon排行榜奪得第3位，同日的iTunes綜合排行榜中「二重の虹」奪得第1位。oricon周榜則是奪得第4位，是Poppin'Party首次進入前五並刷新紀錄。
BanG Dream!之外的作品中使用
在2019年6月舉辦的「少女☆歌劇 Revue Starlight‐Re LIVE‐」與「BanG Dream」的合作活動中，「二重の虹」被收錄為revue作品。

### ガールズコード
「ガールズコード」是Poppin'Party於2018年10月3日發售的第11張單曲。
主打歌「ガールズコード」是電視節目「バンドリ!TV」的片頭曲。
初回特典收錄了特殊封面插畫（全6種每張隨機收錄一種），以及BanG Dream! 6th☆LIVE和「バンドリ！ラジオ祭り！」的抽選申請券。
収録曲
全作詞：中村航
1. ガールズコード
  - 作曲・編曲：藤永龍太郎*

2. 切ないSandglass
  - 作曲：上松範康*、編曲：菊田大介*

3. ガールズコード（instrumental）
4. 切ないSandglass（instrumental）

評価
在自由撰稿人杉山仁給Real Sound的報道中評價「ガールズコード」是一首可以感受到流行感與傷感兩者的對比的作品，對歌詞内容的評價則是認爲維持了與以往的作品一樣的風格。
另外杉山對「切ないSandglass」的評價則是：「是能夠感受到日本之香的鋼琴和充滿悲傷的吉他琶音，以及描寫四季變遷的歌詞讓人留下深刻印象的歌曲。」

### キズナミュージック♪
「キズナミュージック♪」是Poppin'Party於2018年12月12日發售的第12張單曲。
本張單曲的主打歌「キズナミュージック♪」是電視動畫「BanG Dream! 2nd Season」的片頭曲。
初回特典收錄了原創角色卡片（全5種每張隨機收錄一種）以及「BanG Dream! 7th☆LIVE」的先行抽選申請券。
収録曲
CD（限定版・通常版）
| 曲序 | 曲目                                | 作曲        | 编曲        |
| ---- | ----------------------------------- | ----------- | ----------- |
| 1.   | キズナミュージック♪                 | 藤永龍太郎* | 藤永龍太郎* |
| 2.   | Home Street                         | 都丸椋太*   | 都丸椋太*   |
| 3.   | キズナミュージック♪（instrumental） |             |             |
| 4.   | Home Street（instrumental）         |             |             |

Blu-ray（限定版）
- 電視動畫「BanG Dream!  2nd Season」片頭曲「キズナミュージック♪」影像[99]。

### Jumpin'
「Jumpin'」是Poppin'Party的第12張單曲，是2019年2月20日六樂團同時發售單曲的一環。
主打曲「Jumpin'」是電視動畫「BanG Dream! 2nd Season」的片尾曲。
初回特典收錄了原創角色卡片（全5種每張隨機收錄一種）以及5月18至19日舉辦的與SILENT SIREN的樂團對抗活動「NO GIRL NO CRY」的抽選申請券。
収録曲
| 曲序 | 曲目                                | 作曲      | 编曲      |
| ---- | ----------------------------------- | --------- | --------- |
| 1.   | Jumpin'                             | 上松範康* | 岩橋星実* |
| 2.   | What's the POPIPA!?                 | 菊田大介* | 菊田大介* |
| 3.   | Jumpin' （instrumental）            |           |           |
| 4.   | What's the POPIPA!?（instrumental） |           |           |

Blu-ray（限定版）
- BanG Dream! 5th☆LIVE Day1:Poppin'Party HAPPY PARTY 2018!（2018年5月12日、幕張メッセ国際展示場1〜3ホール）

### Dreamers Go!/Returns
「Dreamers Go!/Returns」是Poppin'Party於2019年5月15日發售的第14張單曲，自第10張單曲「二重の虹/最高！」以来再一次擁有兩首主打歌。
「Dreamers Go!」「Returns」都是電視動畫「BanG Dream! 2nd Season」的插入曲。「Dreamers Go!」出現在第13話，「Returns」則出現在第12話。
發售時分成了通常版（BRMM-10191）和附贈BD限定版（BRMM-10190）兩種。限定版收錄了動畫「BanG Dream! 2nd Season」1-2集、次回予告、電視廣告。
初回特典收錄了原創角色卡片（全5種每張隨機收錄一種）。
作品背景・内容
「Returns」的製作設定是是花園多惠在煩惱要選擇留在Poppin Party還是加入RAISE A SUILEN時，爲Poppin' Party創作的一首歌。
収録曲
全作詞：中村航
1. Dreamers Go!
  - 作曲・編曲：菊田大介*

2. Returns
  - 作曲：上松範康*、編曲：藤田淳平*

3. Dreamers Go!（instrumental）
4. Returns（instrumental）

Blu-ray（限定版）
1. アニメ「BanG Dream! 2nd Season」#1〜2
2. Web用次回予告 #1〜2
3. アニメ「BanG Dream! 2nd Season」CM Poppin'Party編

表現
與SILENT SIREN的樂團對抗活動「NO GIRL NO CRY」中Poppin' Party演奏「Returns」的時候，大塚紗英在演奏中濕了眼眶，察覺到此事的愛美溫柔地用微笑注視紗英。

### イニシャル/夢を撃ち抜く瞬間に!
「イニシャル/夢を撃ち抜く瞬間に!」是Poppin'Party於2020年1月8日發售的第15張單曲，與第14張單曲「Dreamers Go!/Returns」一樣擁有兩首主打歌。
「イニシャル」是「BanG Dream! 3rd Season」的片頭曲，「夢を撃ち抜く瞬間に!」則是片尾曲。另外「イニシャル」也在「JAPAN COUNTDOWN」（テレビ東京系列）的2020年1月度主題歌中被使用。
本張單曲分爲「キラキラVer.」和「ドキドキVer.」兩種類型，其中的「キラキラVer.」收錄了「SAKURA MEMORIES」，「ドキドキVer.」則收錄了「アニバーサリー」。
本張單曲在1月14日發表的Oricon一周單曲排行中獲得了第1位，這不僅是Poppin'Party的單曲和專輯中首次獲得第1位的成績，也是整個BanG Dream!跨媒體計劃的作品首次獲得第1位。
収録曲
CD（キラキラVer.）
- 全作詞：中村航

1. イニシャル
  - 作曲：上松範康*[111]、編曲：藤永龍太郎*[114]
2. 夢を撃ち抜く瞬間に！
  - 作曲：上松範康*[111]、編曲：竹田祐介*[114]
3. SAKURA MEMORIES
  - 作曲・編曲：藤間仁*
4. イニシャル（instrumental）
5. 夢を撃ち抜く瞬間に!（instrumental）
6. SAKURA MEMORIES（instrumental）

CD（ドキドキVer.）
1. イニシャル
2. 夢を撃ち抜く瞬間に!
3. アニバーサリー
  - 作曲・編曲：岩橋星実*
4. イニシャル（instrumental）
5. 夢を撃ち抜く瞬間に!（instrumental）
6. アニバーサリー（instrumental）

### Photograph
「Photograph」是Poppin'Party於2021年1月6日發售的第16張單曲。
主打曲成爲了「お願い!ランキング」（朝日電視系列）2021年1月度的主題曲。
本張單曲不僅在2021年1月18日公開的Oricon一周單曲排行中獲得了第1位，在2021年1月18日公開的一周排行榜“Billboard JAPAN Top Singles Sales”中也獲得了第1位。
収録曲（限定版・通常版）
全作詞：中村航
1. Photograph
  - 作曲・編曲：岩橋星実*

2. 開けたらDream!
  - 作曲・編曲：笠井雄太*

3. Photograph（instrumental）
4. 開けたらDream!（instrumental）

Blu-ray（限定版）
1. 「Photograph」リリックビデオ
2. ミニアニメ「BanG Dream! ガルパ☆ピコ～大盛り～」#1〜#13

評價
自由撰稿人一条皓太在アキバ総研的評論中認爲：「Photograph」中，中村航的歌詞能夠讓人聯想起歌詞中的情景。而且也在收錄曲「開けたらDream!」中感受到愛玩耍的心靈。

### ぽっぴん'どりーむ！
「ぽっぴん'どりーむ！」是Poppin'Party於2022年1月5日發售的第17張單曲。
主打歌是劇場版「BanG Dream! ぽっぴん'どりーむ！」的片頭主題曲，收錄曲「星の約束」則是片尾曲。
另一個收錄曲「イントロダクション」則是2021年12月1日先行發佈的樂曲，是藝術家合作第一弾「Poppin'Party × Ayase」的一環，由Ayase制作。
収録曲（限定版・通常版）
| 曲序 | 曲目                                | 作曲      | 编曲             |
| ---- | ----------------------------------- | --------- | ---------------- |
| 1.   | ぽっぴん'どりーむ！                 | 上松範康  |                  |
| 2.   | 星の約束                            | 笠井雄太* | 笠井雄太*        |
| 3.   | イントロダクション（Ayase）         | Ayase     | Ayase、藤田淳平* |
| 4.   | ぽっぴん'どりーむ！（instrumental） |           |                  |
| 5.   | 星の約束（instrumental）            |           |                  |
| 6.   | イントロダクション（instrumental）  |           |                  |

反響
「イントロダクション」的MV在Youtube上的播放次數突破了200万次。

### 夏に閉じこめて
「夏に閉じこめて」是Poppin'Party於2022年8月31日發售的第18張單曲。
収録曲（限定版・通常版）
全作詞：中村航
1. 夏に閉じこめて
  - 作曲・編曲：都丸椋太*

2. 勇気Limit!
  - 作曲・編曲：近藤世真*

3. 夏に閉じこめて（instrumental）
4. 勇気Limit!（instrumental）

Blu-ray（限定版）
1. 劇場版「BanG Dream! ぽっぴん'どりーむ！」本編
2. 「香澄とたえの放課後居残りツアー」Zepp Yokohama＜夜公演＞

## 專輯

### Poppin'on!
「Poppin'on!」是Poppin'Party的第一張專輯。於2019年1月30日發售。
發售時分爲通常版（BRMM-10171）和附贈BD限定版（BRMM-10170）兩種。
專輯中收錄了從第1張單曲到第11張單曲中的共17首歌，而且收錄了新錄音源的原聲版。另外於2018年4月23日在各大平臺先行發佈的「私の心はチョココロネ」雖然已經收錄在電視動畫第一季的配樂專輯中，但因爲收錄在配樂專輯中的是簡短版，所以這是首次收錄完整版的歌曲。
限定版中收錄了電視節目「バンドリ！TV」中放送的「そうだキャラバンに行こう。〜バンドリーマー感謝キャラバンの旅〜」的導演剪輯版BD，除此之外還附贈了迷你照片集。
另外兩個版本的初回特典都有收錄封面插圖的大號剪貼紙版。
収録内容
Disc1除「私の心はチョココロネ」之外全作詞：中村航
CD（限定版・通常版）

Disc1
1. Yes! BanG_Dream!
  - 作曲：上松範康*、編曲：藤永龍太郎*

2. STAR BEAT!〜ホシノコドウ〜
  - 作曲：上松範康、編曲：藤永龍太郎

3. 走り始めたばかりのキミに
  - 作曲：上松範康、編曲：藤永龍太郎

4. ティアドロップス
  - 作曲：上松範康、編曲：末益涼太*

5. ときめきエクスペリエンス!
  - 作曲：上松範康、編曲：藤間仁*

6. キラキラだとか夢だとか 〜Sing Girls〜
  - 作曲・編曲：藤永龍太郎

7. 私の心はチョココロネ
  - 作詞：織田あすか*、作曲・編曲：藤田淳平*

8. 前へススメ！
  - 作曲：上松範康、編曲：藤田淳平

9. 夢みるSunflower
  - 作曲・編曲：藤田淳平

10. ティアドロップス 〜Popipa Acoustic Ver.〜 
  - 作曲：上松範康

11. 走り始めたばかりのキミに 〜Popipa Acoustic Ver.〜
  - 作曲：上松範康

Disc2
1. Time Lapse
  - 作曲：上松範康、編曲：藤田淳平

2. 八月のif
  - 作曲・編曲：藤永龍太郎

3. クリスマスのうた
  - 作曲：菊田大介*、編曲：岩橋星実*

4. B.O.F
  - 作曲：DAIGO、編曲：宅見将典

5. CiRCLING
  - 作曲・編曲：岩橋星実

6. 二重の虹(ダブル　レインボウ)
  - 作曲・編曲：菊田大介

7. 最高(さあ行こう)！
  - 作曲・編曲：藤田淳平

8. ガールズコード
  - 作曲・編曲：藤永龍太郎

9. Yes! BanG_Dream! 〜Popipa Acoustic Ver.〜 
  - 作曲：上松範康

10. 夏空 SUN! SUN! SEVEN! 〜Popipa Acoustic Ver.〜
  - 作曲：上松範康

11. STAR BEAT!〜ホシノコドウ〜 〜Popipa Acoustic Ver.〜
  - 作曲：上松範康

Blu-ray（限定版）
1. 「そうだキャラバンに行こう。〜バンドリーマー感謝キャラバンの旅〜」〜ディレクターズカット版〜
2. 「24時間 バンドリ！TV　あいみんとりみりんの牛込神楽坂巡り」
3. Poppin'Party in テレビ朝日・六本木ヒルズ夏祭り SUMMER STATION 音楽LIVE 2018（2018.8.8）

### Breakthrough!
「Breakthrough!」是Poppin'Party的第二張專輯。於2020年6月24日發售。
収録了第12張單曲「キズナミュージック♪」到第15張單曲「イニシャル/夢を撃ち抜く瞬間に！」中的歌曲，還收錄了幾首新歌。
發售時分爲通常版（BRMM-10254）和附贈BD限定版（BRMM-10253）兩種。
限定版的B面是收集了最佳單曲集的CD，另外還有收錄了「Breakthrough!」的MV以及2019年舉行的「Poppin'Party Fan Meeting Tour 2019!」千秋楽・東京公演「宇宙へドリーマーズGO!」影像的BD，除此之外還附贈了迷你照片集。
本張專輯最初是預定6月3日發售，但因爲COVID-19大流行的影響而變更。
収録内容
CD
Disc1（限定版・通常版）
全作詞：中村航
1. Breakthrough!
  - 作曲・編曲：藤間仁*

2. NO GIRL NO CRY Poppin'Party Ver.
  - 作曲・編曲：藤永龍太郎*

3. イニシャル/夢を撃ち抜く瞬間に!|イニシャル
  - 作曲：上松範康*、編曲：藤永龍太郎*

4. Hello! Wink!
  - 作曲・編曲：藤永龍太郎*

5. Step×Step！
  - 作曲・編曲：岩橋星実*

6. Jumpin'
  - 作曲：上松範康、編曲：岩橋星実

7. White Afternoon
  - 作曲：上松範康、編曲：藤永龍太郎

8. キラキラスター！
  - 作曲・編曲：藤田淳平*

9. Returns
  - 作曲：上松範康、編曲：藤田淳平

10. Dreamers Go!
  - 作曲・編曲：菊田大介*

11. キズナミュージック♪
  - 作曲・編曲：藤永龍太郎

12. ミライトレイン
  - 作曲・編曲：藤永龍太郎

13. 夢を撃ち抜く瞬間に！
  - 作曲 - 上松範康、編曲 - 竹田祐介*:

Disc2（限定版）
「1000回潤んだ空」除外全作詞：中村航
1. ぽっぴん'しゃっふる
  - 作曲：上松範康、編曲：藤永龍太郎

2. 夏空 SUN! SUN! SEVEN!
  - 作曲：上松範康、編曲：藤永龍太郎

3. 1000回潤んだ空
  - 作詞・作曲：上松範康、編曲：藤永龍太郎

4. Happy Happy Party!
  - 作曲・編曲：藤永龍太郎

5. 夏のドーン！
  - 作曲・編曲：岩橋星実

6. キミにもらったもの
  - 作曲・編曲：母里治樹*

7. Light Delight
  - 作曲・編曲：藤永龍太郎

8. 切ないSandglass
  - 作曲：上松範康、編曲：菊田大介

9. Home Street
  - 作曲・編曲：都丸椋太*

10. What's the POPIPA!?
  - 作曲・編曲：菊田大介

11. SAKURA MEMORIES
  - 作曲・編曲：藤間仁

12. アニバーサリー
  - 作曲・編曲：岩橋星実

Blu-ray（限定版）
1. 「Breakthrough!」MV
2. 「Poppin'Party Fan Meeting Tour 2019!」東京公演「宇宙へドリーマーズGO!」

### Live Beyond!!
「Live Beyond!!」是Poppin'Party的第一張迷你專輯。於2021年8月18日發售。
發售時分成通常版和限定版兩種，通常版的封面插畫是Poppin' Party的成員，裏側插畫則是與収録曲「ここから先は歌にならない」合作的「我們的重製人生」的角色。
作品背景・内容
主打歌「Live Beyond!!」是手機游戲BanG Dream! 少女樂團派對中的樂團故事第三章中團員們一起創作的。
収録曲（限定版・通常版）
1. Live Beyond!!
2. Sweets BAN!
3. キミが始まる!
遊戲「BanG Dream! 少女樂團派對for Nintendo Switch」主題歌[139]。
4. Moonlight Walk
電視動畫「進化果實～不知不覺踏上勝利的人生～」片尾曲[141]
5. ここから先は歌にならない
電視動畫「我们的重制人生」片頭曲[140]。

Blu-ray（限定版）
1. Live Beyond!! (MV)
2. BanG Dream! 8th☆LIVE」 夏の野外3DAYS DAY3:「Special Live ～Summerly Tone♪～」Poppin'Party PART
3. 全力!バンドリ!タイムズ前編/後編 (特典映像)

表現
「Moonlight Walk」是在2021年11月20日舉行的「ANIMAX MUSIX 2021」中披露。鍵盤手的伊藤彩沙在接受アニメイトタイムズ的采訪中表示：明明才剛發表沒多久，觀衆們就在努力的模仿舞姿配合著氛圍，讓人很驚訝。
評価
Skream!的三木あゆみ認爲在本張專輯中有著Poppin'Party風格的閃閃發光此外三木也認爲主打歌「LIVE BEYOND!!」的歌詞「一秒で繋がるよ Distance」之類是符合當今時代的樂句，能從充滿希望的歌詞中獲得勇氣。

### 青春 To Be Continued
「青春 To Be Continued」是Poppin'Party的第二張迷你專輯。於2023年5月31日發售。
發售時分成通常版（BRMM-10640）和附贈BD限定版（BRMM-10639）兩種。附贈BD限定版中收錄了2022年9月於有明アリーナ舉辦的BanG Dream! 10th☆LIVE DAY3 : Poppin'Party「Hoppin'☆Poppin'☆Dreamin'!!」影像。
收錄曲中的「最強☆ソング」是藝術家合作 「Poppin'Party×HoneyWorks！」的一環、由HoneyWorks制作。同時在手機游戲BanG Dream! 少女樂團派對中Poppin'Party也翻唱了HoneyWorks的歌曲「ヒロイン育成計画」。
収録曲
除「最強☆ソング」全作詞：中村航
1. 青春 To Be Continued
  - 作曲：上松範康*、編曲：下田晃太郎*

2. Future Place
  - 作曲：笠井雄太*、編曲：笠井雄太*

3. 大好き！
  - 作曲：上松範康*、編曲：岩橋星実*

4. Five Letters
  - 作曲：藤間仁*、編曲：藤間仁*

5. 最強☆ソング
  - 作詞：HoneyWorks、作曲：HoneyWorks

6. RiNG A BELL
  - 作曲：近藤世真*、編曲：近藤世真*

Blu-ray（附贈BD限定版）
1. BanG Dream! 10th☆LIVE　DAY3 : Poppin'Party「Hoppin'☆Poppin'☆Dreamin'!!」

## 影像作品（Poppin'Party）
| 日期          | 標題                            | 規格               | 規格品番   | 最高位 |
| ------------- | ------------------------------- | ------------------ | ---------- | ------ |
| 2018年5月30日 | Poppin'Party 2015-2017 LIVE BEST | Blu-ray+趣味寫真集 | BRMM-10124 | 9位    |

## 發佈限定・先行發佈
私の心はチョココロネ
作詞：織田あすか*、作曲・編曲：藤田淳平*、歌：Poppin'Party
2018年4月23日在各大平臺發佈。是動畫第一季第5話插入曲的完整版。2019年1月30日發售的專輯「Poppin'on!」中也有収録。
設定中此歌是由西本里美製作。歌詞中描繪了少女的心，如她最喜歡的東西「山吹麵包店的巧克力螺旋麵包」。
NO GIRL NO CRY
作詞：中村航、作曲・編曲：藤永龍太郎*、歌：Poppin'Party
2019年4月19日在各大平臺發佈。是同年5月18日至19日舉行的演唱會活動「NO GIRL NO CRY」的主題曲。也同時發佈了在演唱會中登場的SILENT SIREN的版本。收錄於2019年7月31日發售的單曲「NO GIRL NO CRY」。
White Afternoon
作詞：中村航、作曲：上松範康*・編曲：藤永龍太郎*、歌：Poppin'Party
2019年12月9日在各大平臺發佈。是與麒麟啤酒合作的「午後の紅茶」的廣告曲。
イントロダクション
作詞・作曲：Ayase、編曲：Elements Garden、歌：Poppin'Party
2021年12月1日在各大平臺發佈。是與為YOASOBI作曲的Ayase的合作曲。

## 其他的CD
「NO GIRL NO CRY」是Poppin'Party與SILENT SIREN的合作單曲，是於2019年5月18日至19日舉辦的演唱會活動「NO GIRL NO CRY」的主題曲。雖然兩樂團都先發行了各自的版本，但合作版是首次CD化。
作品背景
Poppin'Party成立時最初的目標即是SILENT SIREN，過去Poppin'Party也有翻唱過SILENT SIREN的「チェリボム」這首歌。
在TOKYO MX presents發行的「BanG Dream! 7th☆LIVE」DAY3:Poppin'Party「Jumpin' Music♪」中Poppin'Party正在發表樂團對抗的消息時，與作爲特別來賓的SILENT SIREN初次相見。
収録曲
全作詞：中村航、全作曲：藤永龍太郎*
1. NO GIRL NO CRY
  - 歌：Poppin'Party × SILENT SIREN Ver.
  - 編曲：藤永龍太郎*

2. NO GIRL NO CRY Poppin'Party Ver.
  - 歌：Poppin'Party
  - 編曲：藤永龍太郎*

3. NO GIRL NO CRY SILENT SIREN Ver.
  - 歌：SILENT SIREN
  - 編曲・サウンドプロデュース：クボナオキ

4. NO GIRL NO CRY Poppin'Party × SILENT SIREN Ver. -instrumental-
5. NO GIRL NO CRY Poppin'Party Ver. -instrumental-
6. NO GIRL NO CRY SILENT SIREN Ver. -instrumental-

Blu-ray
1. 「NO GIRL NO CRY」MV
2. 「NO GIRL NO CRY」MV Making
3. Poppin'Party×SILENT SIREN特別インタビュー映像

## 脚注
1. ↑  通常版
2. ↑  附贈BD限定版
3. ↑  附贈BD限定版
4. ↑  於バンドリ！ ガールズバンドパーティ！ カバーコレクション Vol.5中収録

## 來源列表
1. ↑  . BanG Dream!(バンドリ) 公式サイト. ブシロード、バンドリ! プロジェクト. 2015-09-28  [2017-04-16]. （原始内容存档于2015-10-14）.[]
2. 1 2  . PR TIMES (新闻稿). 2016年2月24日  [2022-01-09]. （原始内容存档于2022-01-09）.
3. ↑  YouTube上的Yes! BanG_Dream!（Poppin' Party 4th Live「ようこそ！ぽっぴん☆PARTY！！！！！」スペシャルCD）
4. 1 2 3 4  . BanG Dream!(バンドリ) 公式サイト.   [2019-10-14]. （原始内容存档于2021-11-07）.
5. ↑  . ORICON NEWS. オリコン.   [2017-04-16]. （原始内容存档于2022-08-31）.
6. 1 2 3 4  . PR TIMES. 2016年8月4日  [2022-01-24]. （原始内容存档于2022-01-24）.
7. ↑  . ORICON NEWS. オリコン.   [2017-04-16]. （原始内容存档于2022-01-12）.
8. ↑  . 超！アニメディア. 学研プラス. 2016-08-05  [2017-08-01]. （原始内容存档于2017-08-01）.
9. ↑  . バンドリ！ ガールズバンドパーティ！.   [2022-01-24]. （原始内容存档于2022-04-05）.
10. ↑  . ORICON NEWS. ORICON NEWS.   [2017-06-05]. （原始内容存档于2022-10-06）.
11. ↑  . Billboard JAPAN. 2016-12-19  [2019-03-26]. （原始内容存档于2022-10-08）.
12. ↑  . Billboard JAPAN. 2016-12-19  [2019-03-26]. （原始内容存档于2022-10-06）.
13. ↑  . Billboard JAPAN. 2016-12-19  [2019-03-26]. （原始内容存档于2022-10-07）.
14. 1 2  . アニメハック. 2016年9月29日  [2021-12-17]. （原始内容存档于2021-12-17）.
15. ↑  . アニメ！アニメ！. 2016-09-28  [2021-12-18]. （原始内容存档于2021-12-18）.
16. ↑  . 超！アニメディア. 2018-05-22  [2021-12-18]. （原始内容存档于2022-12-05）.
17. ↑  . タワーレコード.   [2017-04-16]. （原始内容存档于2022-01-20）.
18. ↑  . タワーレコード.   [2017-04-16]. （原始内容存档于2022-01-20）.
19. ↑  . プレスリリース・ニュースリリース配信シェアNo.1｜PR TIMES.   [2022-02-19]. （原始内容存档于2022-10-07）.
20. 1 2 3 4  . PR TIMES (新闻稿). 2017-02-02  [2022-02-05]. （原始内容存档于2022-02-05）.
21. ↑  . ORICON NEWS.   [2017-05-07]. （原始内容存档于2022-10-07）.
22. ↑  . Billboard JAPAN. 2017-02-13  [2019-03-26]. （原始内容存档于2022-10-08）.
23. ↑  . Billboard JAPAN. 2017-02-13  [2019-03-26]. （原始内容存档于2022-10-08）.
24. ↑  . Billboard JAPAN. 2017-02-13  [2019-03-26]. （原始内容存档于2022-10-07）.
25. 1 2  . アニメイトタイムズ. 2016-12-08  [2017-05-07]. （原始内容存档于2016-12-20）.
26. 1 2
27. ↑  . タワーレコード.   [2017-07-18]. （原始内容存档于2019-09-24）.
28. ↑  . ORICON NEWS.   [2017-06-18]. （原始内容存档于2022-07-30）.
29. ↑  . Billboard JAPAN. 2017-02-27  [2019-03-26]. （原始内容存档于2022-02-04）.
30. ↑  . Billboard JAPAN. 2017-02-27  [2019-03-26]. （原始内容存档于2022-02-05）.
31. ↑  . Billboard JAPAN. 2017-02-27  [2019-03-26]. （原始内容存档于2022-02-05）.
32. 1 2  . PR TIMES. 2017年2月17日  [2022-02-05]. （原始内容存档于2022-02-05）.
33. ↑  . タワーレコード.   [2017-07-18]. （原始内容存档于2019-09-24）.
34. ↑  . ORICON NEWS.   [2017-06-18]. （原始内容存档于2022-07-30）.
35. ↑  .   [2022-07-31]. 原始内容存档于2017-09-07.
36. ↑  . Billboard JAPAN. 2017-05-22  [2019-03-26]. （原始内容存档于2022-04-26）.
37. ↑  . Billboard JAPAN. 2017-05-22  [2019-03-26]. （原始内容存档于2022-02-05）.
38. ↑  . Billboard JAPAN. 2017-05-22  [2019-03-26]. （原始内容存档于2022-02-04）.
39. ↑  . 時事ドットコム.   [2017-05-07].[]
40. ↑  . 超！アニメディア. 学研プラス. 2017-05-14  [2017-08-01]. （原始内容存档于2019-01-24）.
41. 1 2  . Real Sound｜リアルサウンド. 2019-02-03  [2021-10-10]. （原始内容存档于2022-06-23）.
42. 1 2 3 4 5 6 7 8 9 10 11 12 13 14 15 16  . バンドリ! ガールズバンドパーティ!. ブシモ.   [2022-01-26]. （原始内容存档于2017-06-24）.
43. ↑  . BanG Dream!(バンドリ) 公式サイト. ブシロード.   [2017-06-04]. （原始内容存档于2017-06-06）.
44. ↑  . ORICON NEWS.   [2017-10-01]. （原始内容存档于2022-07-30）.
45. ↑  . Billboard JAPAN. 2017-10-02  [2019-03-26]. （原始内容存档于2022-02-04）.
46. ↑  . Billboard JAPAN. 2017-10-02  [2019-03-26]. （原始内容存档于2022-02-04）.
47. ↑  . Billboard JAPAN. 2017-10-02  [2019-03-26]. （原始内容存档于2022-02-04）.
48. ↑  . BanG Dream!（バンドリ！）公式サイト.   [2017-07-18]. （原始内容存档于2017-07-25）.
49. ↑  . Skream! 邦楽ロック・洋楽ロック ポータルサイト. Skream! Editorial Department.   [2021-12-11]. （原始内容存档于2021-12-11）.
50. ↑  蜂須賀ちなみ. . rockinon.com. 2019-05-21  [2022-02-11]. （原始内容存档于2022-02-11）.
51. ↑  . artist.cdjournal.com.   [2022-02-11]. （原始内容存档于2022-02-11） （日语）.
52. ↑  . ORICON NEWS.   [2017-12-22]. （原始内容存档于2019-09-24）.
53. ↑  .   [2022-10-06]. 原始内容存档于2018-01-10.
54. ↑  . Billboard JAPAN. 2017-12-25  [2019-03-26]. （原始内容存档于2022-10-06）.
55. ↑  . Billboard JAPAN. 2017-12-25  [2019-03-26]. （原始内容存档于2022-10-07）.
56. ↑  . Billboard JAPAN. 2017-12-25  [2019-03-26]. （原始内容存档于2022-10-06）.
57. 1 2 3 4  . 超！アニメディア. 2017-12-13  [2021-12-04]. （原始内容存档于2022-03-14）.
58. 1 2 3 4  . BanG Dream!（バンドリ！）公式サイト.   [2017-11-28]. （原始内容存档于2017-12-01）.
59. ↑  . テレビ知.   [2022-01-24]. （原始内容存档于2022-10-07）.
60. ↑  . ORICON NEWS.   [2018-04-02]. （原始内容存档于2018-04-02）.
61. ↑  .   [2022-07-31]. 原始内容存档于2018-07-30.
62. ↑  . Billboard JAPAN. 2018-04-02  [2019-03-26]. （原始内容存档于2021-11-05）.
63. ↑  . Billboard JAPAN. 2018-04-02  [2019-03-26]. （原始内容存档于2022-02-05）.
64. ↑  . Billboard JAPAN. 2018-04-02  [2019-03-26]. （原始内容存档于2022-02-04）.
65. 1 2 3  . 超！アニメディア.   [2022-08-03]. （原始内容存档于2021-11-08） （日语）.
66. ↑  . BanG Dream!（バンドリ！）公式サイト.   [2018-03-16]. （原始内容存档于2018-03-17）.
67. ↑  . ブシロードミュージック.   [2018-04-02]. （原始内容存档于2018-04-02）.
68. 1 2  . akiba-souken.com. 2018-06-18  [2021-11-06]. （原始内容存档于2021-11-06）.
69. ↑  . ORICON NEWS.   [2018-07-22]. （原始内容存档于2018-07-22）.
70. ↑  .   [2022-07-31]. 原始内容存档于2018-08-08.
71. ↑  . Billboard JAPAN. 2018-07-23  [2019-03-26]. （原始内容存档于2022-02-04）.
72. ↑  . Billboard JAPAN. 2018-07-23  [2019-03-26]. （原始内容存档于2022-02-04）.
73. ↑  . Billboard JAPAN. 2018-07-23  [2019-03-26]. （原始内容存档于2022-02-04）.
74. 1 2  . アニメハック. 2018年5月16日  [2021-12-04]. （原始内容存档于2022-05-16）.
75. ↑  . 超！アニメディア.   [2021-12-04]. （原始内容存档于2021-12-04）.
76. ↑  . ブシロードミュージック. 2018-07-04  [2018-07-22]. （原始内容存档于2018-07-22）.
77. ↑  YouTube上的【試聴動画】Poppin'Party 10th Single 「二重の虹(ダブル レインボウ)／最高(さあ行こう)！」(7/11発売!!)
78. 1 2 3  . 2018年7月11日  [2022-01-26]. （原始内容存档于2022-01-26）.
79. 1 2 3  . アキバ総研. 2019-03-12  [2021-11-26]. （原始内容存档于2021-11-26）.
80. ↑  . ブシロードミュージック. 2018-07-13  [2018-07-22]. （原始内容存档于2018-07-22）.
81. ↑  . ブシロードミュージック. 2018-07-13  [2018-07-22]. （原始内容存档于2018-07-22）.
82. ↑  . Social Game Info. 2018-07-20  [2018-07-22]. （原始内容存档于2018-07-22）.
83. ↑  . 電撃オンライン. 2019-05-13  [2022-01-26]. （原始内容存档于2022-01-26）.
84. ↑  . ORICON NEWS.   [2018-10-15]. （原始内容存档于2018-10-15）.
85. ↑  .   [2022-07-31]. 原始内容存档于2018-11-14.
86. ↑  . Billboard JAPAN. 2018-10-15  [2019-03-26]. （原始内容存档于2022-05-03）.
87. ↑  . Billboard JAPAN. 2018-10-15  [2019-03-26]. （原始内容存档于2022-04-23）.
88. ↑  . Billboard JAPAN. 2018-10-15  [2019-03-26]. （原始内容存档于2022-02-04）.
89. 1 2  . ブシロードミュージック.   [2018-09-27]. （原始内容存档于2018-09-27）.
90. ↑  . BanG Dream!（バンドリ！）公式サイト.   [2018-10-03]. （原始内容存档于2018-10-03）.
91. 1 2 3  . Real Sound. 2018-10-03  [2021-12-25]. （原始内容存档于2021-12-25）.
92. ↑  . ORICON NEWS.   [2018-12-20]. （原始内容存档于2018-12-20）.
93. ↑  .   [2019-03-26]. （原始内容存档于2019-03-25）.
94. ↑  . Billboard JAPAN. 2018-12-24  [2019-03-26]. （原始内容存档于2022-09-28）.
95. ↑  . Billboard JAPAN. 2018-12-24  [2019-03-26]. （原始内容存档于2022-09-29）.
96. ↑  . Billboard JAPAN. 2018-12-24  [2019-03-26]. （原始内容存档于2022-09-25）.
97. ↑  . 2018年12月12日  [2022-02-05]. （原始内容存档于2022-02-05）.
98. ↑  . BanG Dream!（バンドリ！）公式サイト. 2018-09-22  [2018-10-09]. （原始内容存档于2018-10-09）.
99. ↑  . Skream! 邦楽ロック・洋楽ロック ポータルサイト. 2019年1月  [2021-10-22]. （原始内容存档于2022-09-28）.
100. ↑  . ORICON NEWS.   [2019-03-26]. （原始内容存档于2019-03-25）.
101. ↑  .   [2022-07-31]. 原始内容存档于2019-03-13.
102. ↑  . Billboard JAPAN. 2019-03-04  [2019-03-26]. （原始内容存档于2021-10-08）.
103. ↑  . Billboard JAPAN. 2019-03-04  [2019-03-26]. （原始内容存档于2022-02-04）.
104. ↑  . Billboard JAPAN. 2019-03-04  [2019-03-26]. （原始内容存档于2022-02-05）.
105. ↑  . 2019年2月20日  [2022-02-05]. （原始内容存档于2022-02-05）.
106. ↑  . BanG Dream!（バンドリ！）公式サイト. 2019-02-23  [2019-03-26]. （原始内容存档于2019-03-25）.
107. ↑  . ORICON NEWS.   [2020-01-13]. （原始内容存档于2022-02-04）.
108. 1 2  . 2019年5月15日  [2022-02-05]. （原始内容存档于2022-02-05）.
109. 1 2 3  . 超！アニメディア. 2019-06-07  [2021-12-11]. （原始内容存档于2021-11-07）.
110. ↑  .   [2022-10-06]. （原始内容存档于2022-10-06）.
111. 1 2 3  . アニメイトタイムズ. 2019-12-13  [2021-10-03]. （原始内容存档于2021-10-19）.
112. ↑  . 音楽ナタリー. Natasha. 2020年1月9日  [2021-10-03]. （原始内容存档于2021-10-19）.
113. ↑  . Oriconニュース. Oricon. 2020-01-14  [2020-01-14]. （原始内容存档于2021-11-23）.
114. 1 2  . ファミ通App (新闻稿). 2019-12-12  [2021-12-18]. （原始内容存档于2022-05-23）.
115. ↑  .   [2022-07-31]. （原始内容存档于2021-10-19）.
116. ↑  . gamebiz【ゲームビズ】.   [2022-02-05]. （原始内容存档于2022-02-05） （日语）.
117. ↑  .   [2022-02-05]. （原始内容存档于2022-02-05） （日语）.
118. ↑  .   [2022-07-31]. （原始内容存档于2021-11-23）.
119. ↑  . アニメ！アニメ！. 2021-01-13  [2021-10-05]. （原始内容存档于2021-10-06）.
120. ↑  . Billboard Japan. 2021-01-12  [2021-10-19]. （原始内容存档于2021-10-30）.
121. 1 2 3 4  . アキバ総研. 2021-01-28  [2021-12-06]. （原始内容存档于2021-12-06）.
122. ↑  . ORICON NEWS.   [2022-01-13]. （原始内容存档于2022-09-27）.
123. ↑  . マイナビニュース. 2022-01-13  [2022-01-23]. （原始内容存档于2022-01-23）.
124. ↑  . PR TIMES (新闻稿).   [2022-01-28]. （原始内容存档于2022-01-28）.
125. 1 2  . PR TIMES. 2021年11月30日  [2022-02-05]. （原始内容存档于2022-02-05）.
126. 1 2 3  . マイナビニュース. 2021-12-03  [2021-12-04]. （原始内容存档于2021-12-04） （日语）.
127. ↑  . PR TIMES.   [2021-12-04]. （原始内容存档于2021-12-04）.
128. ↑  . ORICON NEWS.   [2022-09-10]. （原始内容存档于2022-09-27）.
129. ↑  . ORICON NEWS.   [2022-09-10]. （原始内容存档于2022-09-23）.
130. ↑  . BanG Dream!（バンドリ！）公式サイト.   [2022-09-01]. （原始内容存档于2022-09-01） （日语）.
131. ↑  . ORICON NEWS.   [2019-03-26]. （原始内容存档于2019-03-25）.
132. ↑  .   [2022-07-31]. 原始内容存档于2019-02-13.
133. ↑  . Billboard JAPAN. 2019-02-11  [2019-03-26]. （原始内容存档于2022-02-04）.
134. ↑  . Billboard JAPAN. 2019-02-11  [2019-03-26]. （原始内容存档于2022-02-04）.
135. ↑  . BanG Dream!（バンドリ！）公式サイト. 2018-09-22  [2018-11-08]. （原始内容存档于2018-11-08）.
136. ↑  .   [2022-10-06]. （原始内容存档于2022-10-04）.
137. 1 2 3  . ブシロードミュージック. 2020-05-08  [2021-12-03]. （原始内容存档于2021-12-03）.
138. ↑  . Real Sound. ブループリント. 2020-06-01  [2021-10-02]. （原始内容存档于2021-12-03）.
139. 1 2 3 4 5 6 7  . Skream! 邦楽ロック・洋楽ロック ポータルサイト. 2021年9月  [2021-12-14]. （原始内容存档于2021-12-14）.
140. 1 2  . 夏アニメ「ぼくリメ」追加声優に沢城みゆきら7名決定！初回放送は拡大版1時間でお届け | アニメイトタイムズ. 2021-06-04  [2021-12-17]. （原始内容存档于2022-08-02）.
141. 1 2 3  . アニメイトタイムズ. 2021-11-26  [2021-12-17]. （原始内容存档于2021-12-17）.
142. ↑  . BanG Dream!（バンドリ！）公式サイト.   [2023-06-13]. （原始内容存档于2023-06-07） （日语）.
143. ↑  . otokake(オトカケ). 2021-03-29  [2021-11-24]. （原始内容存档于2022-01-31）.
144. ↑  . Real Sound｜リアルサウンド.   [2022-08-03]. （原始内容存档于2022-02-04） （日语）.
145. ↑  . ORICON NEWS.   [2020-06-29]. （原始内容存档于2020-06-26）.
146. ↑  . ブシロードミュージック.   [2020-08-02]. （原始内容存档于2022-02-05）.
147. 1 2  Department, Skream! Editorial. . Skream! 邦楽ロック・洋楽ロック ポータルサイト.   [2022-02-23]. （原始内容存档于2022-02-23）.
148. ↑  .   [2022-01-28]. （原始内容存档于2022-01-28） （日语）.